# Nuna Lie
Nuna Lie è un'azienda  retail fast fashion italiana, con sede a Monterotondo.
È specializzata in abiti da donna fra i 30 e 50 anni.

## Struttura
L'azienda seleziona la produzione di nuovi capi attraverso l'algoritmo Visuelle 2.0, elaborato assieme all'Università di Verona, che registra il tipo di abiti venduti nei negozi.
La produzione dell'azienda è perlopiù concentrata nei distretti tessili di Prato, Napoli e Como. La maggior parte della forza lavoro è donna.

## Diffusione
L'azienda è presente, sia in modalità franchising che in punti vendita diretti, in Italia, Svizzera, Spagna, Malta, Croazia e Bielorussia.